# Nổ bom tại Khân al-Khalili 2009
Một quả bom tự tạo đã phát nổ tại một quán cà phê ngoài trời, rất đông khách du lịch ngày 22 tháng 2 năm 2009 tại Thủ đô Cairo, Ai Cập. Vụ đánh bom khiến bốn người chết và 21 bị thương.

## Chi tiết
Đây là vụ tấn công chết người đầu tiên nhằm vào du khách tại Ai Cập kể từ khi các vụ đánh bom khiến 23 người thiệt mạng năm 2006 tại bán đảo Sinai. Quả bom phát nổ gần khu chợ cổ Khân al-Khalili, Đông Cairo, nơi rất đông du khách mua sắm và uống cà phê, giết chết bốn người và làm bị thương 21 người, phần lớn là người nước ngoài.

## Điều tra
Trong vòng một giờ sau đó, cảnh sát đã tìm thấy quả bom thứ hai và đã tháo ngòi an toàn. Cảnh sát cho biết ba nghi phạm đã bị tống giam. Một chuyên gia về chủ nghĩa Hồi giáo cực đoan nói rằng vụ tấn công có lẽ là phản ứng đối với chiến dịch quân sự của Israel tại dải Gaza một tháng trước đó.
"Bản chất của vụ nổ giống như hành động của những kẻ chuyên nghiệp trẻ tuổi, không có kinh nghiệm. Có lẽ họ tức giận do các sự kiện ở Gaza", luật sư Montasser el-Zayat nhận định. Chưa rõ thủ phạm của vụ đánh bom. Những người bị thương gồm 3 công dân Ả Rập Xê-út, 13 công dân Pháp, 1 người Đức và 4 người Ai Cập. Theo Bộ trưởng Y tế, hầu hết người bị thương sẽ được xuất viện vào hôm nay. Trong số bốn người chết có một phụ nữ Pháp.

## Tình hình trước đó
Ai Cập đang tìm cách làm trung gian cho một thỏa thuận ngừng bắn lâu dài giữa Israel và Hamas - nhóm chiến binh Hồi giáo kiểm soát Gaza. Sự ngừng bắn rất mong manh sau khi chiến dịch quân sự của Israel làm khoảng 1.300 người Palestine thiệt mạng.
Ai Cập đã tiến hành cuộc chiến chống các chiến binh Hồi giáo cực đoan từ những năm 1990 sau khi xảy ra vụ thảm sát hơn 50 du khách ở Luxor năm 1997. Quân nổi dậy gần như đã bị đánh bại và kể từ đó chỉ có vài vụ tấn công lẻ tẻ ở thung lũng sông Nin này. Tuy nhiên, từ năm 2004 tới 2006, một loạt vụ đánh bom nhằm vào các khu nghỉ mát ở bán đảo Sinai đã khiến 120 người thiệt mạng.
Al-Qaeda thường lên án chính phủ Ai Cập là con rối của Mỹ, đồng thời kêu gọi lật đổ chính phủ này.